# Ambulyx lahora
Ambulyx lahora là một loài bướm đêm thuộc họ Sphingidae. Loài này có ở Himalaya in Pakistan và Ấn Độ.